# برت اشنایدر (بوکسور)
برت اشنایدر (انگلیسی: Bert Schneider; ۱ ژوئیهٔ ۱۸۹۷ – ۲۰ فوریهٔ ۱۹۸۶) بوکسور اهل کانادا بود.
از افتخارات وی میتوان به کسب مدال طلا در بازی‌های المپیک تابستانی ۱۹۲۰ اشاره کرد.